# 2018년 한화 이글스 시즌
2018년 한화 이글스 시즌은 한화 이글스가 KBO 리그에 참가한 25번째 시즌으로, 빙그레 이글스 시절까지 합치면 33번째 시즌이다. 한용덕 감독이 정식 부임하여 팀을 맡은 첫 시즌으로, 팀은 정규 시즌 3위에 오르며 2007년 이후 11년 만에 포스트 시즌에 진출했다. 그러나 쓸만한 선발투수의 부재, 고민이 많았던 타선 탓인지  준플레이오프에서 넥센 히어로즈에게 1승 3패로 밀리며 탈락했다. 이후 넥센 히어로즈가 플레이오프에서 탈락하면서 한화 이글스의 최종 순위는 3위가 되었다.

## 타이틀
- 자카르타·팔렘방 아시안 게임 금메달: 정우람
- 일구상 최고투수상: 정우람
- 일구상 프로지도자상: 송진우
- 조아제약 프로야구대상 최고구원투수상: 정우람
- 조아제약 프로야구대상 프로감독상: 한용덕
- 한국갤럽 선정 좋아하는 국내 프로야구 선수: 김태균 (3위)
- 올스타전 우수타자상: 호잉
- 올스타 선정: 서균 (구원투수), 정우람 (마무리투수), 송광민 (3루수), 호잉 (외야수)
- 올스타 추천선수: 샘슨, 최재훈, 이용규
- 컴투스프로야구2022 타이틀홀더 라인업: 이태양 (구원투수)
- 컴투스프로야구 아빠와 아들 라인업: 송진우 (투수코치)
- 컴투스프로야구 시그니처 카드: 배영수, 윤규진, 이태양, 정우람, 최재훈, 정근우, 이용규, 김태균
- 2루타: 호잉 (47)
- 고의4구: 호잉 (10)
- 세이브: 정우람 (35)
- 세이브포인트: 정우람 (40)
- 탈삼진: 샘슨 (195)
- WPA: 지시완 (6/30 롯데전, 0.910)
- 구원승: 안영명 (8)
- 너클볼 평균 구속: 박상원 (139km/h)

### 퓨처스리그
- 아시아 윈터 베이스볼 리그 국가대표: 김범수
- 플레이어스 초이스 어워드 퓨처스리그 우수선수상: 김인환
- 퓨처스 올스타전 우수투수상: 박주홍
- 퓨처스 올스타: 김성훈, 박주홍, 이도윤, 이동훈
- 2루타: 김인환 (27)
- 남부리그 3루타: 이도윤 (6)
- 남부리그 사구: 김인환 (9)
- 남부리그 장타율: 김인환 (0.636)
- 세이브: 심수창 (18)

## 선수단
- 선발투수: 샘슨, 휠러, 김재영, 헤일, 김성훈, 윤규진, 김민우, 배영수, 김진영
- 구원투수: 송은범, 박상원, 이태양, 장민재, 안영명, 김범수, 임준섭, 송창식, 김진욱, 권혁, 강승현, 김경태, 정재원, 박성웅, 서균, 심수창
- 마무리투수: 정우람, 김종수, 이동걸
- 포수: 최재훈, 지시완, 김창혁
- 1루수: 이성열, 김인환
- 2루수: 강경학, 정근우, 정은원, 정경운
- 유격수: 하주석, 최윤석
- 3루수: 송광민, 김회성, 김태연, 오선진
- 좌익수: 양성우, 최진행, 강상원, 장진혁, 김민하, 백진우
- 중견수: 이용규, 이시원
- 우익수: 호잉, 박준혁
- 지명타자: 김태균, 이도윤

## 여담
- 7월에 2군 홈구장인 서산전용연습구장에 제2구장을 건립했다.
- 박상원은 너클볼 평균 139km/h로 2013년 이후 KBO 리그 역대 단일 시즌 최고 기록을 세웠다.
- 샘슨은 타석 당 4.33구를 던져 규정 이닝을 채운 투수 중 2013년 이후 KBO 리그 단일 시즌 최다 기록을 세웠다.
- 샘슨은 이 시즌 2013년 이후 KBO 리그에서 규정 이닝을 채운 투수 중 단일 시즌 스윙 대비 콘택트 허용 비율이 가장 낮았다.
- 강경학은 홈스틸 실패 3회로 2013년 이후 단일 시즌 최다 기록을 세웠다.
- 정근우는 더블스틸 실패 사이 총 4회 진루하여 2013년 이후 KBO 리그 단일 시즌 최다 기록을 세웠다.
- 이성열은 상대 투수 헛스윙 스트라이크 허용 비율 18.3%로 2013년 이후 규정 타석 충족 타자 중 단일 시즌 최고 기록을 세웠다.
- 이성열은 초구 스윙 비율 18.5%로 2013년 이후 규정 타석 충족 타자 중 단일 시즌 최고 기록을 세웠다.
- 송광민은 너클볼 타율 1.000, 너클볼 장타율 4.000으로 2013년 이후 규정 타석 충족 타자 중 단일 시즌 최고 기록을 세웠다.
- 정은원은 만 18세였던 이 시즌 WAR 0.32로 KBO 리그 역대 만 18세 타자 최고 WAR 기록을 세웠다.
- 지시완은 KBO 포스트시즌 역대 최고 순출루율(0.667)을 달성했다.